# 出口佳努
出口 佳努（でぐち かつと、1962年（昭和37年）6月23日- ）は、日本の海上自衛官。第46代佐世保地方総監。

## 略歴
大阪府出身。大阪府立三国丘高等学校から岡山大学法学部に進み、卒業後海上自衛隊に幹部候補生として入隊。
職種は航空用兵幹部（固定翼哨戒機P-3C：戦術航空士）。
入隊後は主に航空部隊や海上幕僚監部等で勤務したのち、佐世保地方総監部幕僚長、統合幕僚学校長の要職を歴任し、第41代海上幕僚副長を経て、2020年（令和2年）8月25日付けで第46代佐世保地方総監に任命された。2021年（令和3年）12月22日、退官。離任の際の訓示では「極めて厳しい安全保障環境、コロナ禍の中で諸官とともにわが国への侵略などを未然に防ぎ、この制服を脱ぐ日を迎えることは大いに誇り」と語った。
退官後は日本遺産「鎮守府」をPRする「日本遺産・佐世保鎮守府名誉長官」を務める。
毎年、防衛大学校および一般大学から幹部候補生として入隊する約180名程度のうち最上位の階級である海将に至るのは、4人程度であるが、防大、旧帝大以外の大学から海将となるのは稀である。

## 年譜
- 1986年（昭和61年）3月：海上自衛隊入隊（海上自衛隊幹部候補生学校、第37期一般幹部候補生課程）
- 2001年（平成13年）1月：2等海佐
- 2002年（平成14年）3月：第1航空群第7航空隊勤務
- 2003年（平成15年）3月：第1航空隊第1飛行隊長
- 2004年（平成16年）3月：海上幕僚監部防衛部防衛課勤務
- 2005年（平成17年）1月：1等海佐
- 2006年（平成18年）8月：海上自衛隊幹部学校図演装置運用課計画指導班長
- 2008年（平成20年）3月：海上幕僚監部防衛部装備体系課航空機体系班長
- 2009年（平成21年）7月21日：第3航空隊司令
- 2010年（平成22年）
  - 3月25日：海上幕僚監部防衛部防衛課防衛調整官 兼 海上自衛隊幹部学校勤務
  - 7月26日：海上幕僚監部防衛部防衛課長
- 2011年（平成23年）8月5日：海将補に昇任、第1航空群司令
- 2012年（平成24年）7月26日：防衛監察本部監察官
- 2013年（平成25年）8月22日：海上幕僚監部総務部副部長
- 2015年（平成27年）8月4日：佐世保地方総監部幕僚長[6]
- 2017年（平成29年）8月1日：海将に昇任、第46代 統合幕僚学校長[7]
- 2019年（平成31年）4月1日：第41代 海上幕僚副長[8]
- 2020年（令和02年）8月25：第46代 佐世保地方総監
- 2021年（令和03年）12月22日：退官